# Diga di Rossinière
La diga di Rossinière è una diga a gravità situata in Svizzera, nel Canton Vaud, nei pressi di Rossinière sul fiume Sarine.

## Descrizione
Inaugurata nel 1972, ha un'altezza di 30 metri e il coronamento è lungo 35 metri. Il volume della diga è di 10.000 metri cubi.
Il lago creato dallo sbarramento, il lac du Vernex, ha un volume massimo di 2,9 milioni di metri cubi, una lunghezza di 1,2 km e un'altitudine massima di 860 m s.l.m. Lo sfioratore ha una capacità di 100 metri cubi al secondo. Le acque del lago vengono sfruttate dalle Entreprises Electriques Fribourgeoises (EEF).